# Philippus

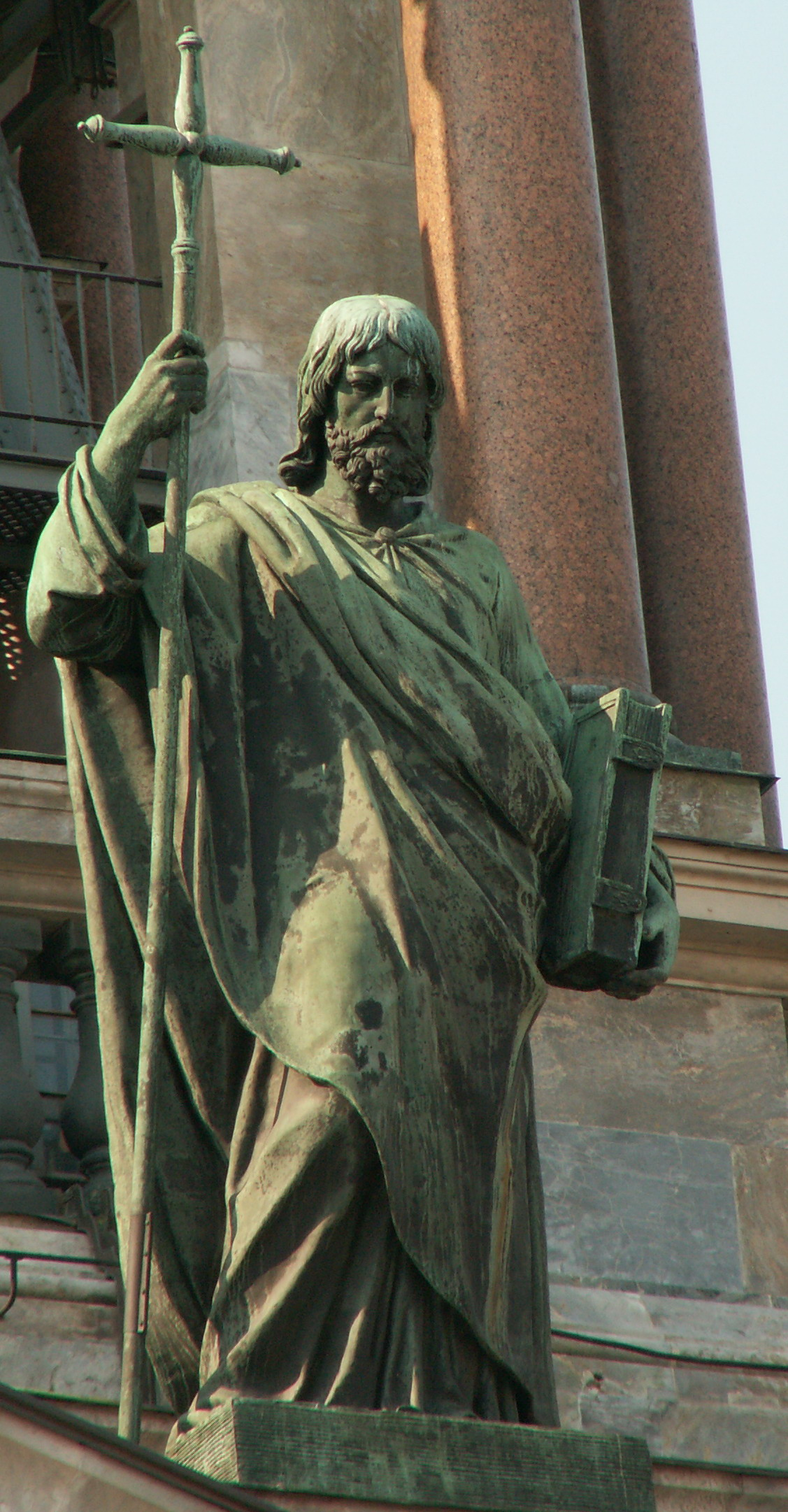
Statue des Apostels Philippus auf der Isaakskathedrale, St. Petersburg

Philippus (* in Bethsaida, Galiläa; † vermutlich um 81 in Skythien in der heutigen Ukraine) gehört zu den zwölf Aposteln Jesu (Matthäus 10,3). Er ist von dem in der Apostelgeschichte (Apg 6,5) erwähnten Diakon Philippus zu unterscheiden, auch wenn in der Legendenbildung die beiden Philippus-Biografien irrtümlich miteinander verbunden wurden.

## Bibel

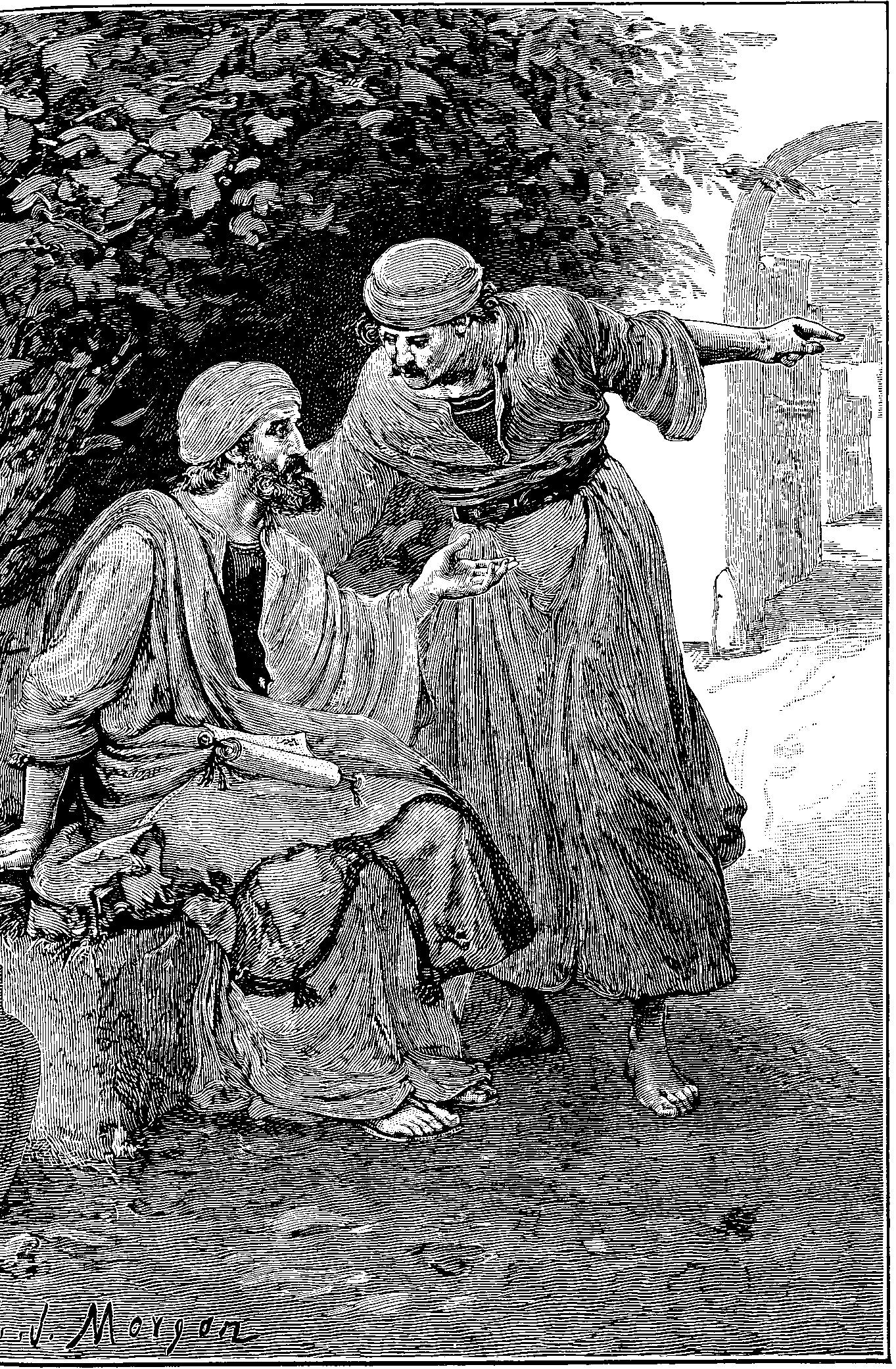
W. J. Morgon: Philipp und Nathanael

Die drei synoptischen Evangelisten erwähnen Philippus lediglich in ihren Apostelverzeichnissen.
| Buch in der Bibel  | Einleitungsworte                                                                                                 | Nennung des Philippus |
| ------------------ | --- | --------------------- |
| Matthäusevangelium | „Die Namen der zwölf Apostel sind: […]“                                                                          | Mt 10,3               |
| Markusevangelium   | „Die Zwölf, die er einsetzte, waren: […]“                                                                        | Mk 3,18               |
| Lukasevangelium    | „Als es Tag wurde, rief er seine Jünger zu sich und wählte aus ihnen zwölf aus; sie nannte er auch Apostel: […]“ | Lk 6,14               |
| Apostelgeschichte  | „Als sie in die Stadt kamen, gingen sie in das Obergemach hinauf, wo sie nun ständig blieben […]“                | Apg 1,13              |

Der Evangelist Johannes hingegen nennt zu Philippus verschiedene Einzelheiten:
- Philippus bringt gleich nach seiner eigenen Berufung einen weiteren Mann, Nathanael, zu Jesus (Joh 1,43–51 EU).
- Philippus wird anlässlich des Wunders der Brotvermehrung von Jesus auf die Probe gestellt, kann sich ein Wunder aber nicht vorstellen (Joh 6,5–7 EU).
- Für Griechen, die Zugang zu Jesus wünschen, fungiert Philippus, der ebenfalls einen griechischen Namen trägt, als Mittelsmann (Joh 12,20–22 EU).
- In den Abschiedsreden Jesu versteht Philippus nicht, wie Gott erkannt werden kann, und bittet Jesus, ihn den Jüngern zu zeigen (Joh 14,7–11 EU).

Philippus wird von Johannes insgesamt als Jünger beschrieben, der nicht alles versteht und trotzdem Menschen zum Glauben bringt.

## Weitere Überlieferung
Die Nachrichten über sein späteres Leben sind verworren und unsicher. Vielleicht wirkte er gemeinsam mit Andreas in den Gebieten am Schwarzen Meer.
Über sein Ende steht geschichtlich nichts Gesichertes fest, doch starb er vermutlich einen Märtyrertod in Skythien im Gebiet der Ukraine.
Der italienische Archäologe Francesco D’Andria von der Università degli studi di Lecce behauptet, das Grab von Philippus mit Inschriften in der antiken Stadt Hierapolis, dem heutigen Pamukkale in der westtürkischen Provinz Denizli entdeckt zu haben, wo dieser mit zweien seiner Töchter nach dem Bericht des Eusebius von Caesarea (Historia ecclesiastica III 31, 2–3; V 24, 2–3), der sich auf Bischof Polykrates von Ephesus beruft, gestorben sein soll.
Papias von Hierapolis schrieb jedoch am Beginn des zweiten Jahrhunderts, dass in jener Stadt die Töchter des  Evangelisten Phillipus lebten, die er persönlich kannte – nicht jene des Apostels Phillipus.

## Ikonographie

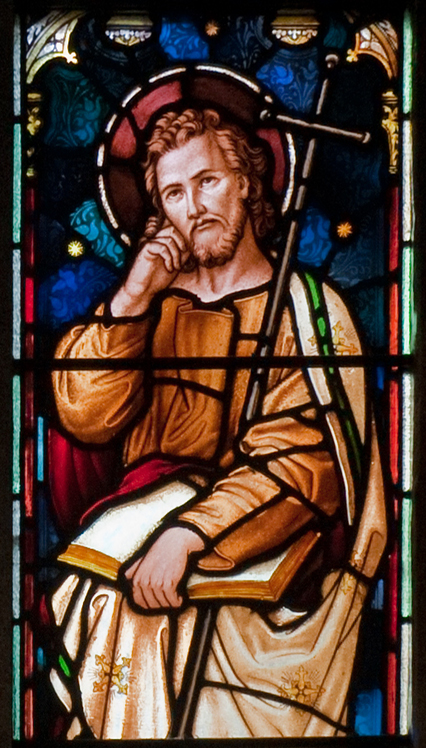
Philippus mit einem aufgeschlagenen Buch und dem †-Kreuz in einem Glasfenster nach einem 1849 erstellten Entwurf von A. W. N. Pugin

Philippus wird ab dem 12. Jahrhundert dargestellt mit einem Buch oder einer Rolle. Ein Beispiel hierfür ist der 1185 entstandene Dreikönigenschrein im Kölner Dom. Beginnend mit dem 14. Jahrhundert kam auch das lateinische †-Kreuz (crux immissa) oder das griechische T-Kreuz (crux commissa) hinzu, wie etwa im aus dem Jahr 1340 stammenden Relief im Lübecker Dom oder der 1480 gestalteten Steinskulptur in der Tübinger Stiftskirche.

## Gedenktag
- Römisch-Katholisch:
  - 3. Mai (Fest im Allgemeinen Römischen Kalender, gemeinsam mit Jakobus)
  - in Russland: 14. November
- Alt-Katholisch: 1. Mai (gemeinsam mit Jakobus)
- Evangelisch (gemeinsam mit Jakobus, dem Sohn des Alphäus):
  - Evangelische Kirche in Deutschland: 3. Mai (Gedenktag laut Evangelischem Gottesdienstbuch)
  - Evangelisch-Lutherische Kirche in Amerika und Lutherische Kirche – Missouri-Synode: 1. Mai
- Anglikanisch: 1. Mai
- Orthodox: 14. November
  - Übertragung der Gebeine nach Zypern: 31. Juli
- Koptische Kirche: 18. November
- Armenische Kirche: 17. November